# Walnut Township (comté d'Adair, Missouri)
Walnut Township est un township du comté d'Adair dans le Missouri, aux États-Unis,. En 2010, le township comptait une population de 257 habitants.  Il est baptisé en référence à une forêt de noix (en anglais : Walnut) présente dans le township à l'époque de sa création.

## Source de la traduction
- (en) Cet article est partiellement ou en totalité issu de l’article de Wikipédia en anglais intitulé « Walnut Township, Adair County, Missouri » (voir la liste des auteurs).